# クラブわかば
『クラブわかば』は、一条わかば（いちじょう わかば）がパーソナリティを務める、FMはしもと（和歌山県橋本市東家）のラジオ番組。2015年10月6日放送開始。

## 番組名
収録番組であった前身『Lounge わかば』の雰囲気を踏襲しつつ、生放送番組として再出発するために『クラブわかば』と番組名を変更。

## 放送時間
- 毎週火曜日21:30〜21:59 生放送。
- 毎週水曜日23:30〜23:59 再放送。

## 番組概要
一条わかばによる音楽とトークのバラエティ番組である。
橋本市東家のどこかにあるという幻の銀座にお店（クラブ）が存在し、リスナーはそのお店にやってくるお客という設定で放送されている。
投稿はFMはしもとホームページのリクエストフォームかメール、はがき・FAXで募集している。

## パーソナリティ
一条わかば
橋本市の幻の名家･一条家の現当主。
西園寺経清
一条家に先代より仕える執事。

## 番組進行
わかばがタイトルコールをしてオープニング、続いてわかばと西園寺による開店前のフリートーク。
クラブわかば開店後、リスナーからのメッセージ紹介。西園寺が読み、わかばが答えるという形をとっている。
1曲目のわかばセレクトののち、CM。
CM明けは「愛の点滴」コーナー。リスナーからの様々な悩みや相談にわかばが答える。週によって無い場合もある。
続いて「クラブ五七五」コーナー。毎週のお題季語にそって寄せられたリスナーからの俳句が紹介される。
2曲目のわかばセレクト。
エンディングでは、メッセージ紹介できなかったリスナーへわかばからコメントが述べられる。

## 番組BGM
愛の挨拶
ワルツ第9番 (ショパン)
アイネ・クライネ・ナハトムジーク第2楽章
交響曲第2番 (ラフマニノフ)第3楽章
さくらさくら(二つの変奏曲より)
主よ、人の望みの喜びよ

## ゲスト
第45回（2016年8月9日）
KISAKI（ビジュアル系のカリスマ。ベーシスト。和歌山県出身）
第46回（2016年8月16日）
KISAKI（ビジュアル系のカリスマ。ベーシスト。和歌山県出身